# Hanröleden

Hanröleden förbinder Gruvrondellen med Jungfrurondellen.

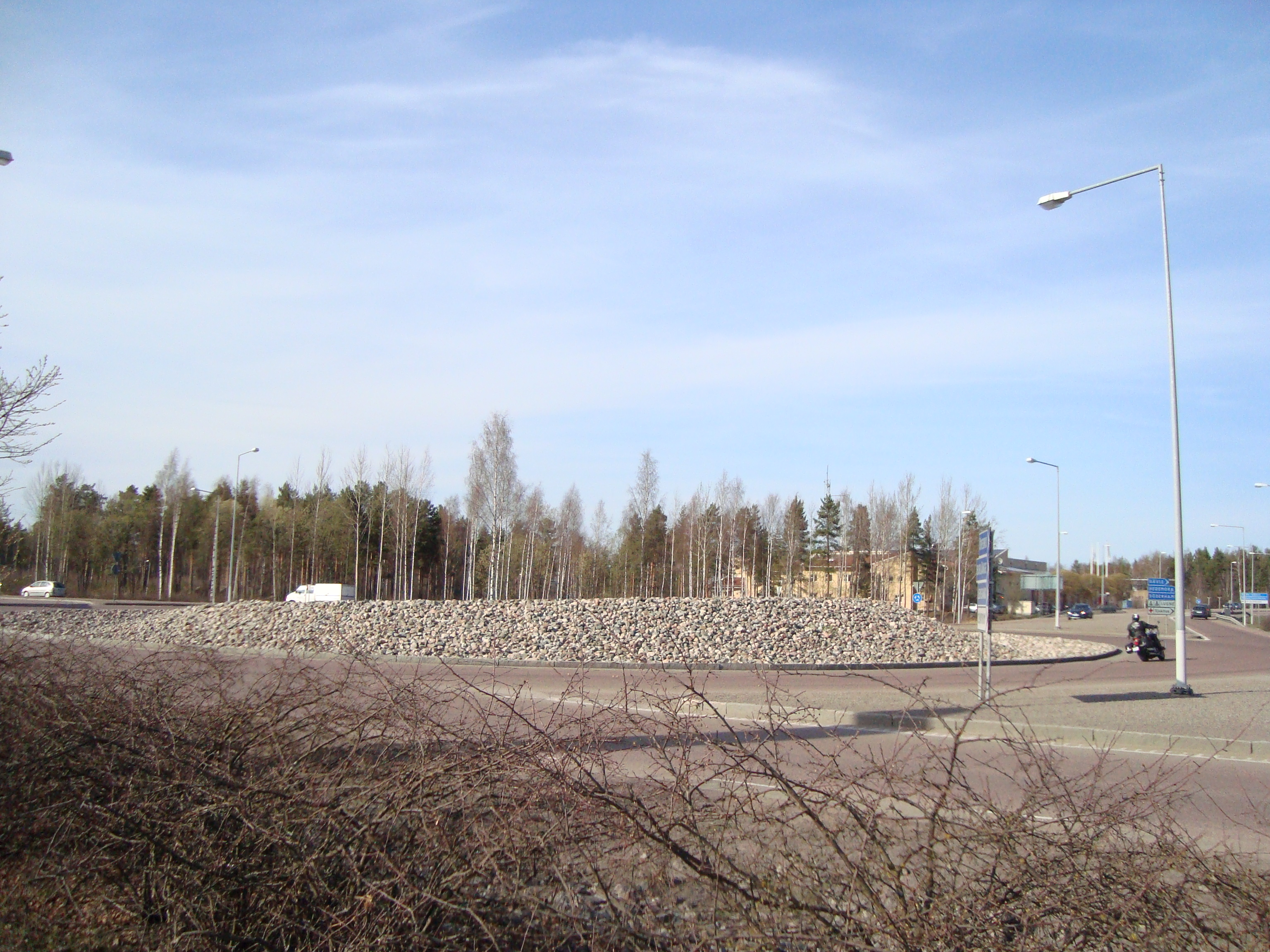
Vid Jungfrurondellen möts Hanröleden och Lugnetleden

Hanröleden är en viktig väg i Faluns tätortssystem. Den förbinder Gruvrondellen med Jungfrurondellen och utgör idag en del av E16/riksväg 50. Innan Lugnetleden byggdes var den, tillsammans med Korsnäsvägen och Gruvgatan, en del av dåvarande riksväg 80:s sträckning genom staden. Riksväg 50 och E16 har kommit dit senare. Hanröleden saknar planskilda korsningar och korsar även en järnväg (Grycksbobanan) i plan. Från denna väg utgår också länsväg 293 mot Amsberg/Leksand.